# 廓尔喀兰
廓尔喀兰（尼泊尔语：गोर्खाल्याण्ड），指印度西孟加拉邦北部的大吉岭、杜阿尔斯及其周边地区。该地区的尼泊尔语民众长期以来力图成立一个单独的邦国以改善他们的社会经济地位。

## 历史

### 中世纪
在英国殖民者到来之前，该地为吉拉特人所建Bijaypur王国的一部分。

### 印度建国后
1980年，廓尔喀民族解放阵线成立，力图建立一个单独的廓尔喀邦。

#### 2017年大吉岭骚乱
2017年6月8日起，大吉岭地区发生廓尔喀人骚乱。起因是讲尼泊尔语的廓尔喀人不满政府在当地公立学校强制推行孟加拉语教学，乃发动游行示威并再度提出独立建邦的要求。随后骚乱不断升级，该地区停止互联网服务，手机通信已中断，学校、商店及部分公共服务机构关闭，局部地区电力设施因连日降雨而遭损毁且未得到恢复。大吉岭及周边地区民众生活受到非常大的影响。
2017年7月30日，廓尔喀民族解放阵线向中央政府发出为期10天的最后通牒，称政府如到8月8日仍对廓尔喀人独立建邦的要求无动于衷，骚乱将进一步升级。另外，廓尔喀民族解放阵线还要求西孟加拉邦政府工作人员不要上班，以作为要求独立建邦的施压策略。2017年8月13日，内政部部长邀请廓尔喀民族解放阵线领袖古隆（Bimal Gurung）到首都新德里谈判，这是近期内政部长第二次邀其谈判。

## 延伸阅读
- Caste, Ethnicity, State and Development: A Case study of Gorkhaland Movement: Prof. Tanka Bahadur Subba
- Gorkhas Imagined: I.B. Rai in Translation, Eds. Prem Poddar and Anmole Prasad, Mukti Prakashan, 2009.
- A brief History of Kirant Period: Prof. Iman Singh Chemzong